# Why Women Kill
Why Women Kill è una serie televisiva statunitense ideata da Marc Cherry e distribuita da Paramount+.

## Trama
La prima stagione della serie segue tre donne di diversi decenni, collegate per aver vissuto tutte nella stessa dimora a Pasadena e per aver vissuto matrimoni infedeli. La seconda stagione invece è ambientata nella Los Angeles del 1949 e racconta la storia della casalinga Alma Fillcot e della sua famiglia, districandosi tra ambizioni, storie amorose e segreti di famiglia.

## Episodi
| Stagione         | Episodi | Pubblicazione USA | Prima TV Italia |
| ---------------- | ------- | ----------------- | --------------- |
| Prima stagione   | 10      | 2019              | inedita         |
| Seconda stagione | 10      | 2021              | inedita         |

## Personaggi e interpreti

### Principali prima stagione
- Simone Grove (stagione 1), interpretata da Lucy Liu. Una socialite divorziata due volte e sposata con Karl.
- Beth Ann Stanton (stagione 1), interpretata da Ginnifer Goodwin. Una casalinga servizievole e accondiscendente nei confronti del marito Rob.
- Taylor Harding (stagione 1), interpretata da Kirby Howell-Baptiste. Un'avvocatessa femminista e bisessuale, sposata con Eli.
- Jade (stagione 1), interpretata da Alexandra Daddario. Una ragazza bisessuale da cui sia Taylor che Eli sono attratti.
- Rob Stanton (stagione 1), interpretato da Sam Jaeger. Un ingegnere aerospaziale sposato con Beth Ann.
- April (stagione 1), interpretata da Sadie Calvano. Una cameriera che ha una relazione con Rob.
- Karl Grove (stagione 1), interpretato da Jack Davenport. Il terzo marito di Simone che sta usando la loro relazione per nascondere la sua omosessualità.
- Eli Cohen (stagione 1), interpretato da Reid Scott. Uno sceneggiatore sposato con Taylor.

### Principali seconda stagione
- Alma Fillcott (stagione 2), interpretata da Allison Tolman. Una comune casalinga e moglie di Bertram che sogna di diventare popolare e farà qualsiasi cosa per diventarlo.
- Rita Castillo (stagione 2), interpretata da Lana Parrilla. Moglie di uno dei più ricchi uomini di Los Angeles e presidentessa del club di giardinaggio.
- Dee Fillcott (stagione 2), interpretata da B.K. Cannon. Figlia di Alma e Bertram che lavora come cameriera in un diner.
- Vern Loomis (stagione 2), interpretato da Jordane Christie. Un investigatore privato che all’inizio verrà assunto da Rita.
- Scooter Polarsky (stagione 2), interpretato da Matthew Daddario. Un aspirante attore e amante di Rita.
- Bertram Fillcott (stagione 2), interpretato da Nick Frost. Un noto veterinario e fedele marito di Alma.

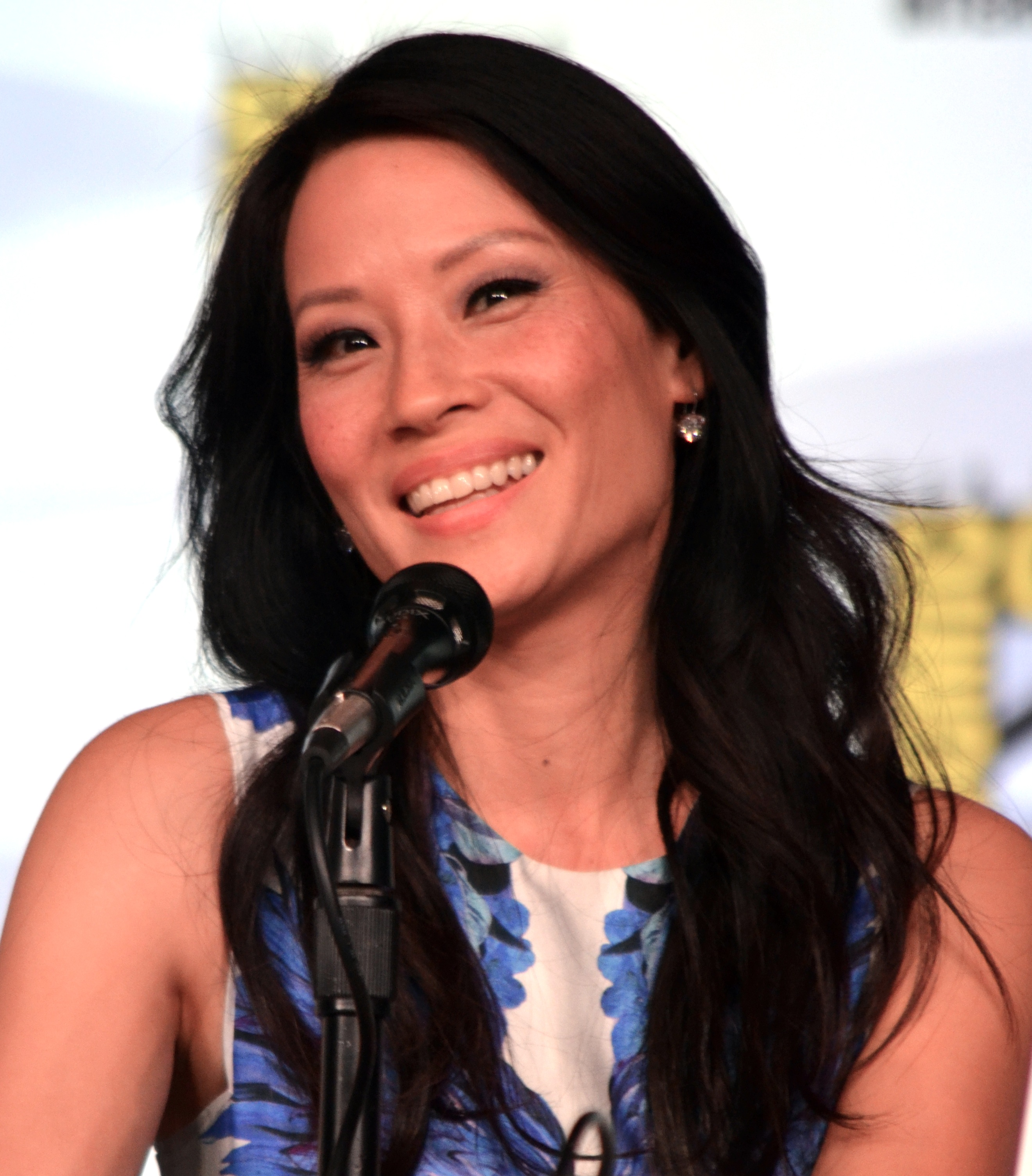
Lucy Liu
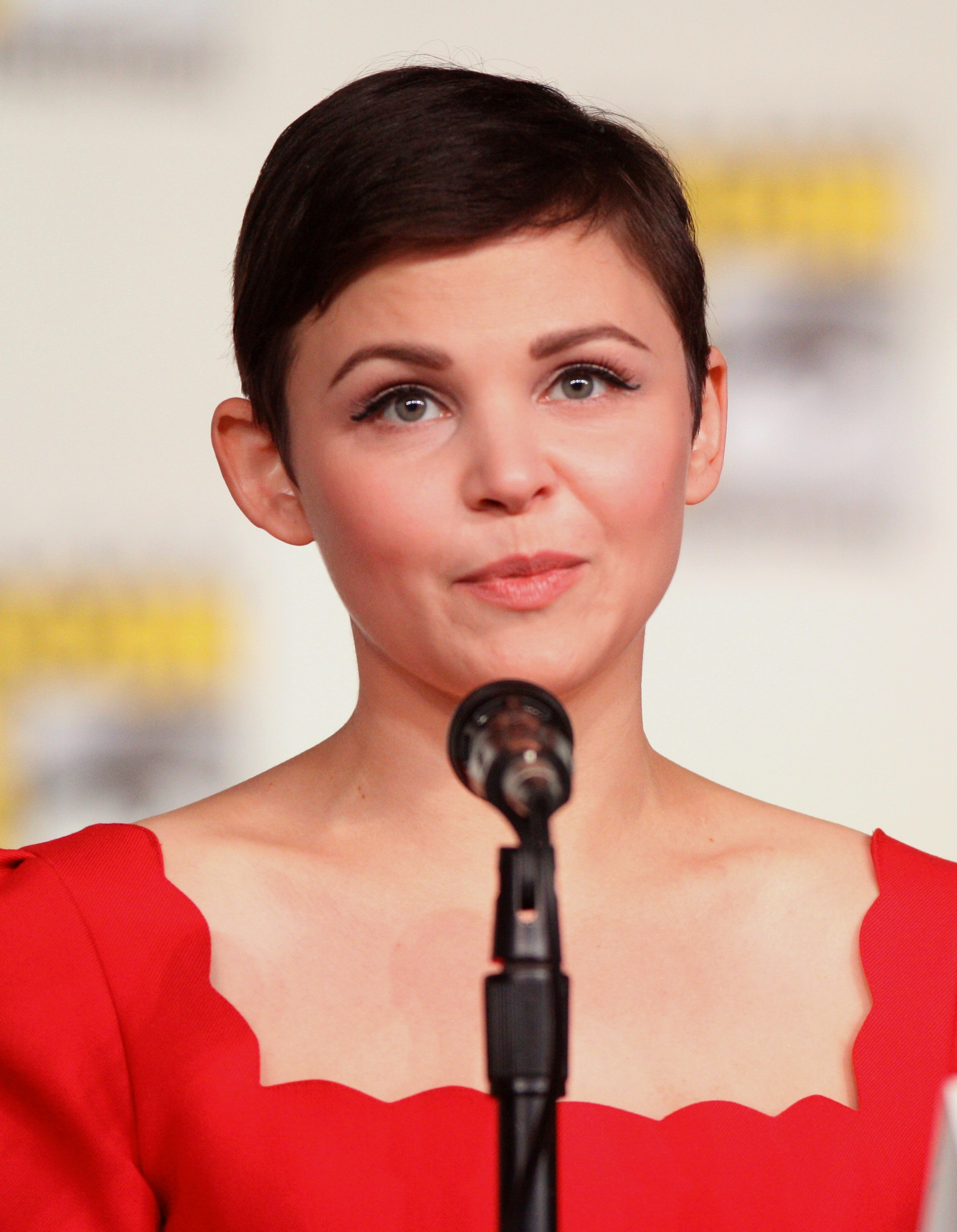
Ginnifer Goodwin
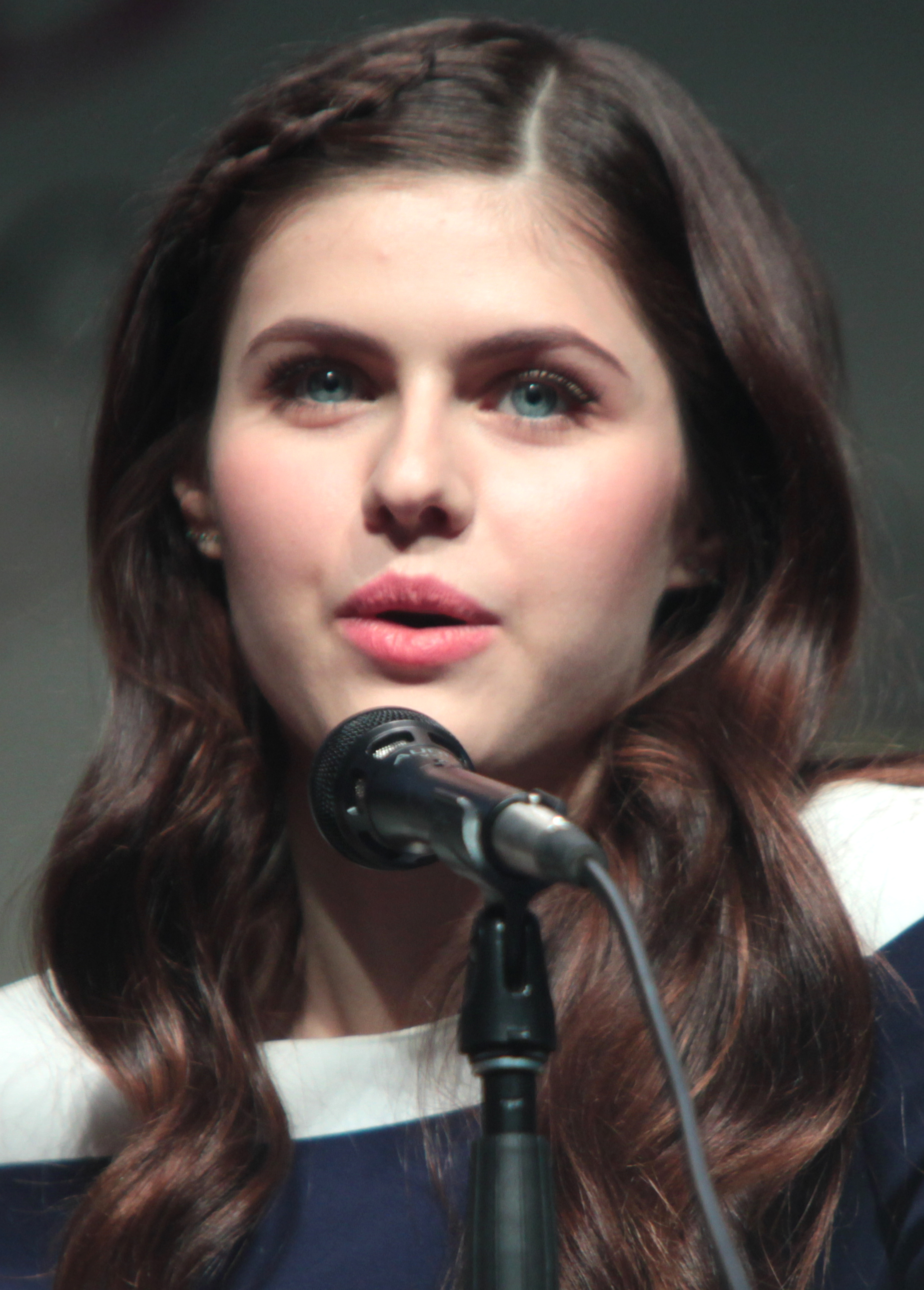
Alexandra Daddario
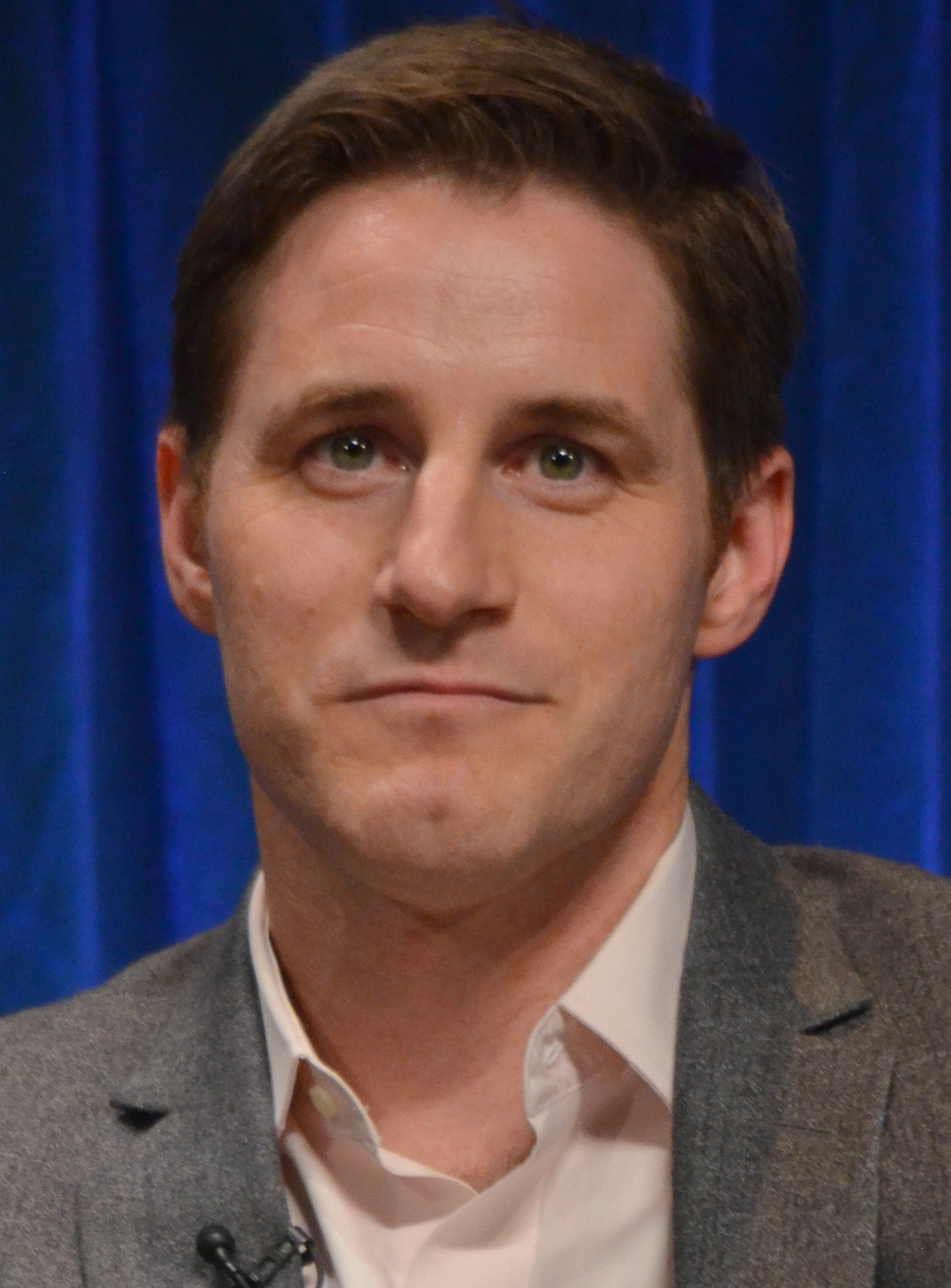
Sam Jaeger
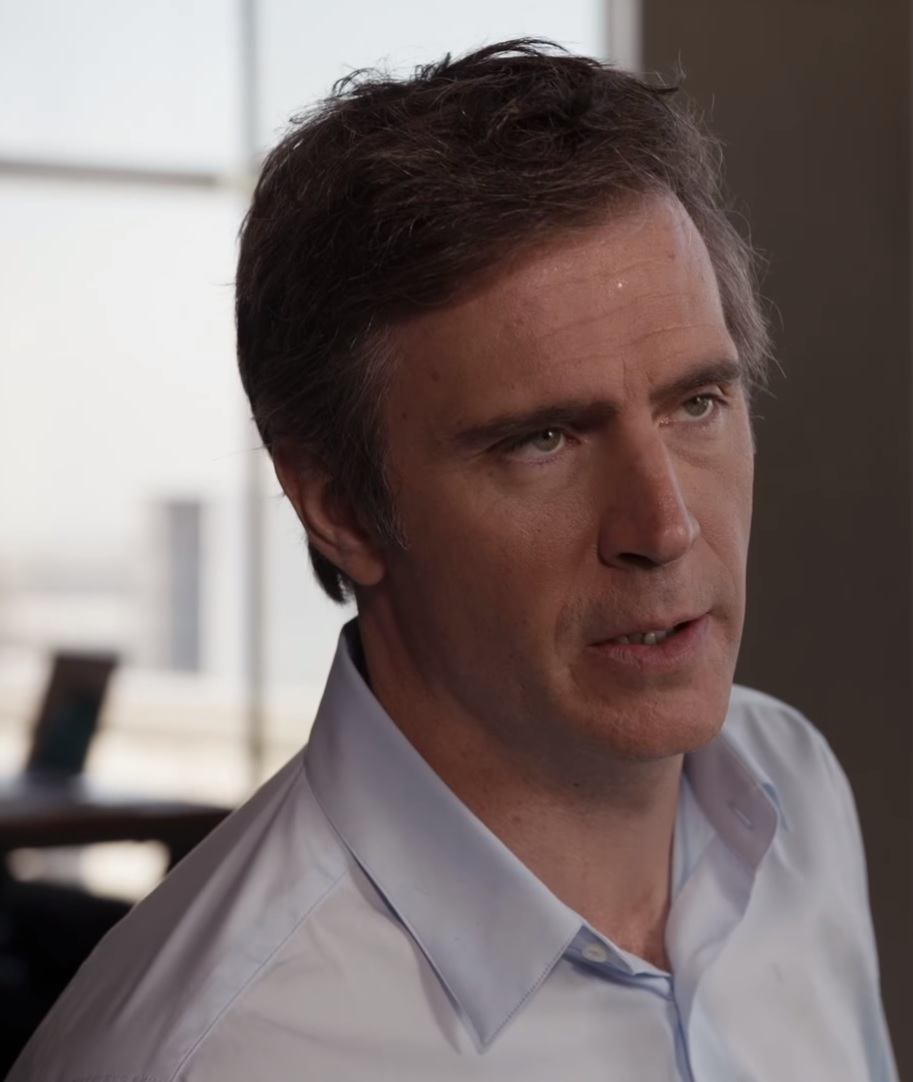
Jack Davenport
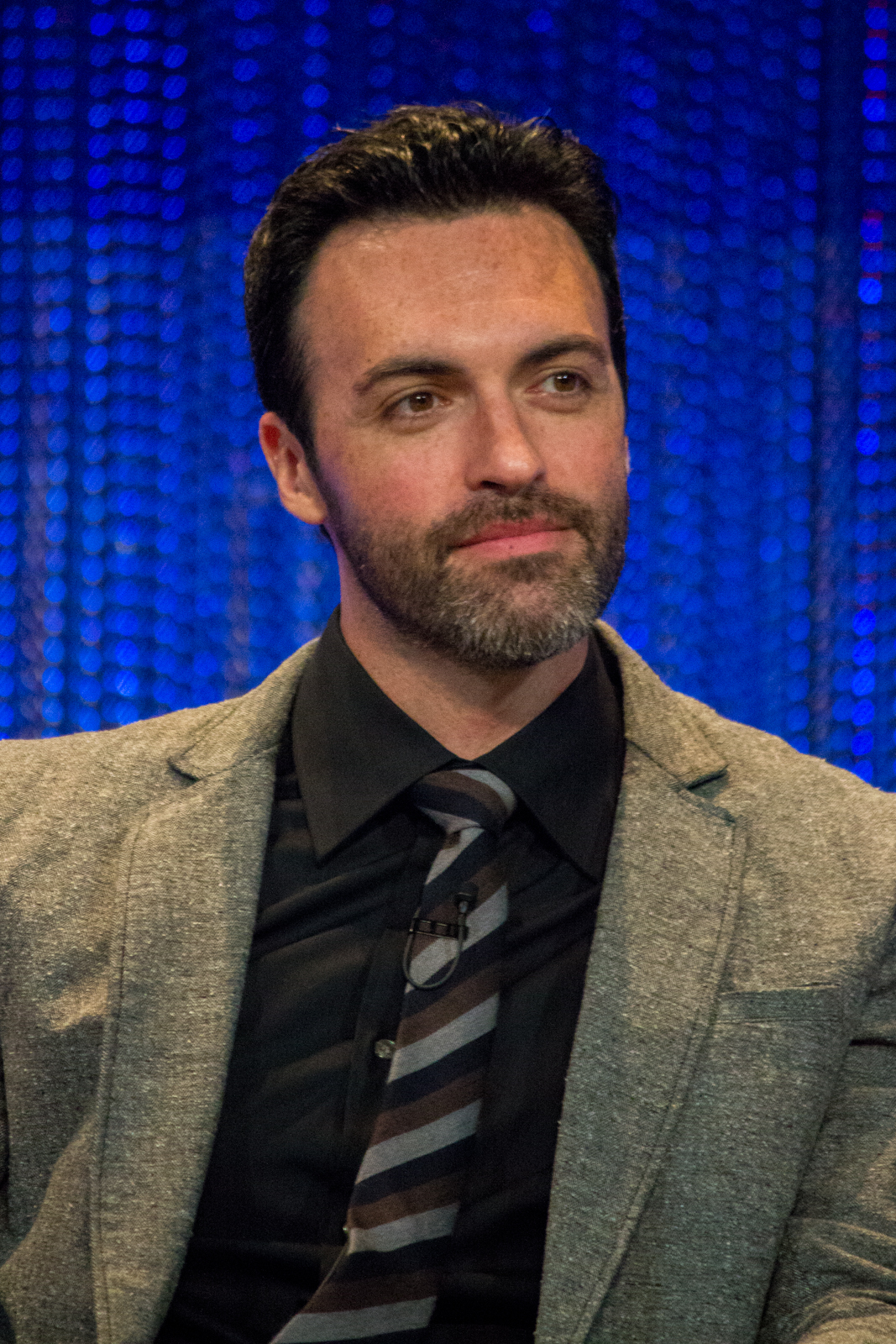
Reid Scott

### Ricorrenti
- Naomi Harte (stagione 1), interpretata da Katie Finneran. L'amica ricca di Simone e madre di Tommy.
- Sheila Mosconi (stagione 1), interpretata da Alicia Coppola. La vicina femminista degli Stanton e la moglie di Leo.
- Tommy Harte (stagione 1), interpretato da Leo Howard. Il figlio di Naomi che nutre sentimenti romantici per Simone.
- Lamar (stagione 1), interpretato da Kevin Daniels. L'amico di Eli.
- Leo Mosconi (stagione 1), interpretato da Adam Ferrara. Il marito di Sheila e un vicino degli Stanton.
- Amy (stagione 1), interpretata da Li Jun Li. La figlia di Simone, prossima alle nozze.
- Catherine Castillo (stagione 2), interpretata da Veronica Falcón. La figlia di Carlo Castillo quindi anche figliastra di Rita con cui ha un pessimo rapporto.
- Carlo Castillo (stagione 2), interpretato da Daniel Zacapa. Anziano ma ricchissimo marito di Rita con cui ormai non va più d'accordo.
- Grace (stagione 2), interpretata da Virginia Wlliams. Una dei facoltosi membri del club di giardinaggio che però diventerà amica di Alma.
- Isabel (stagione 2), interpretata da Eileen Galindo. Cameriera di casa Castillo e molto vicina a Rita poiché le due condividono dei segreti.
- Joan (stagione 2), interpretata da Jessica Phillips. Una dei membri del club di giardinaggio.
- Mavis (stagione 2), interpretata da Kerry O’Malley. Una dei membri del club di giardinaggio.
- Brenda (stagione 2), interpretata da Cynthia Quiles. Una dei membri del club di giardinaggio.

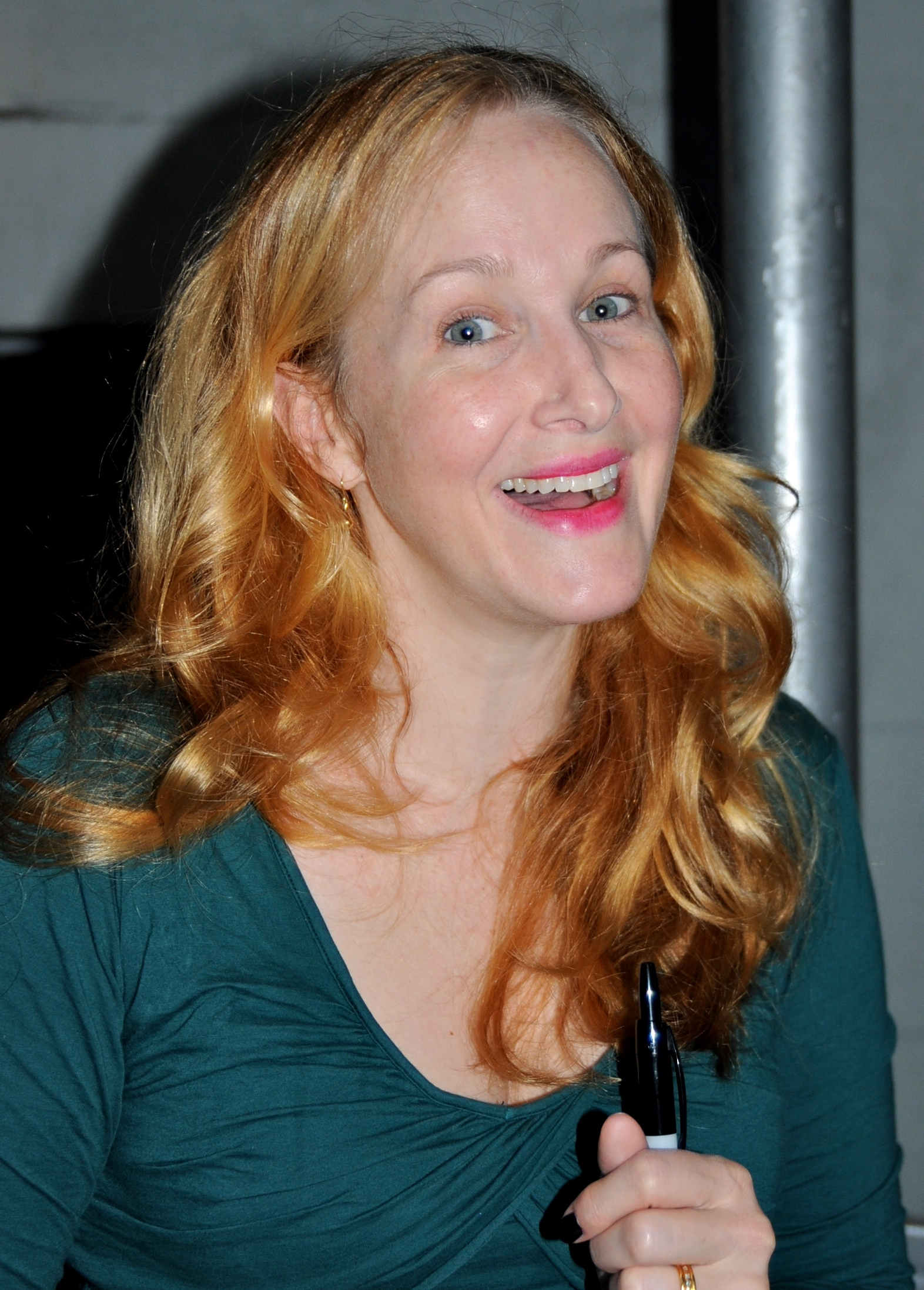
Katie Finneran
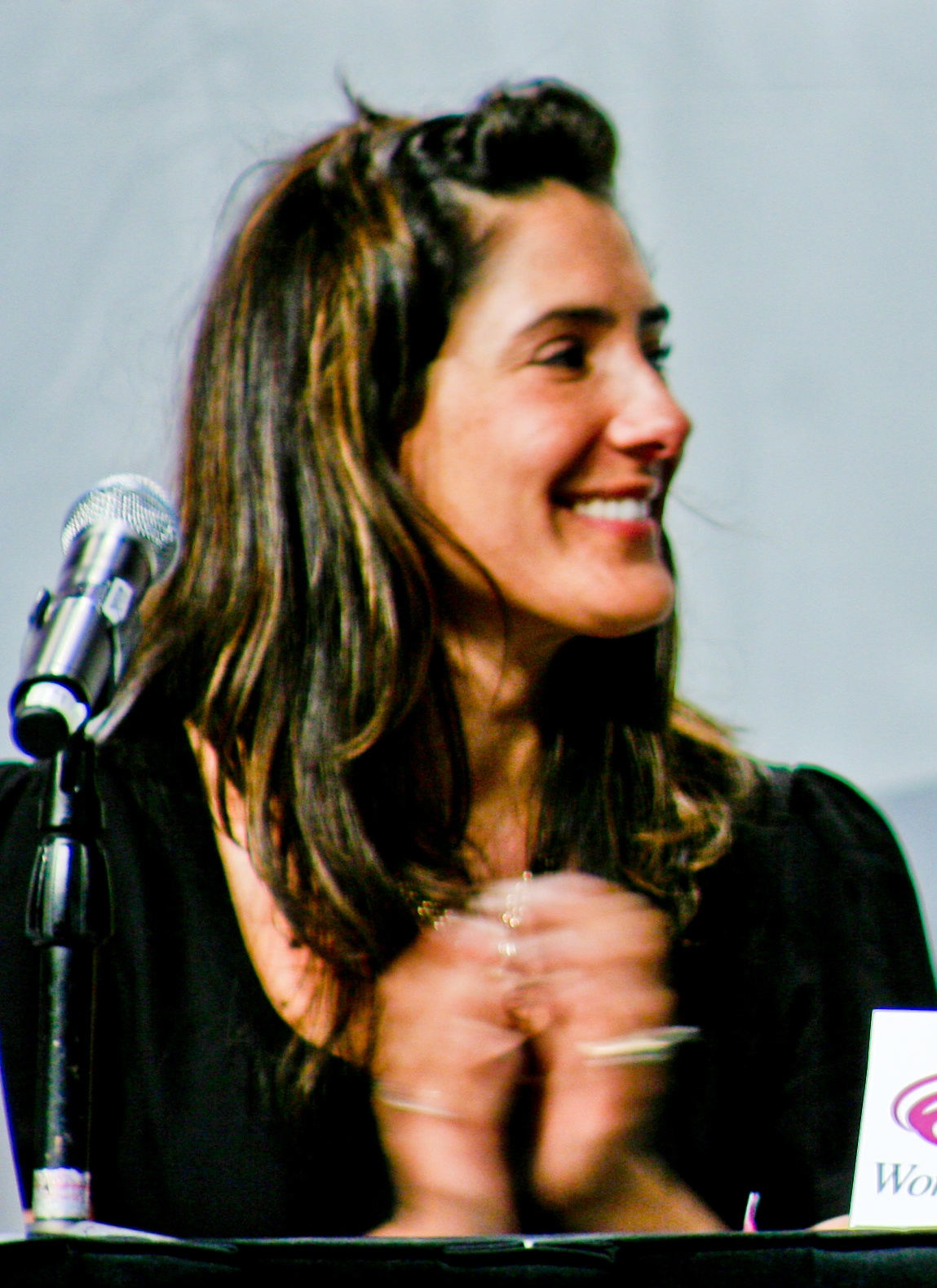
Alicia Coppola

## Produzione

### Sviluppo
Il 24 settembre 2018, venne annunciato che CBS All Access aveva ordinato la serie, ideata da Marc Cherry e prodotta da Cherry stesso insieme a Brian Grazer, Francie Calfo, Michael Hanel e Mindy Schultheis.
l 10 dicembre 2018, venne riferito che la serie avrebbe ricevuto $8,4 milioni in crediti d'imposta dallo stato della California.

### Casting
Nel febbraio 2019, è stato annunciato che Ginnifer Goodwin e Lucy Liu erano entrate nel cast. Il 27 febbraio 2019, è stato riferito che Reid Scott si era unito al cast. Il 4 marzo 2019, è stato annunciato che Sam Jaeger era entrato nel cast. Il 7 marzo 2019 è stato annunciato che Alexandra Daddario si era unita al cast. L'11 marzo 2019, Kirby Howell-Baptiste era stata scelta per il ruolo di Taylor Harding. Il 19 marzo 2019, Sadie Calvano si unì al cast. Il 5 aprile 2019, Katie Finneran entrò nel cast ricorrente. Il 17 aprile 2019, Adam Ferrara si è unito al cast. Il 7 agosto 2019, Li Jun Li si unì al cast ricorrente.

## Promozione
Il 24 luglio 2019, è stato pubblicato il trailer ufficiale della serie.

## Accoglienza

### Critica
La serie è stata accolta positivamente dalla critica. Sull'aggregatore di recensioni Rotten Tomatoes ha un indice di gradimento del 68% con un voto medio di 7,75 su 10, basato su 19 recensioni, mentre su Metacritic ha un punteggio di 61 su 100, basato su 13 recensioni.